# Olympische Sommerspiele 1972/Teilnehmer (Kamerun)
| Gelbes Symbol für Goldmedaillen mit stilisierten Olympischen Ringen | Graues Symbol für Silbermedaillen mit stilisierten Olympischen Ringen | Braundes Symbol für Bronzemedaillen mit stilisierten Olympischen Ringen |
| ------------------------------------------------------------------- | --------------------------------------------------------------------- | ----------------------------------------------------------------------- |
| —                                                                   | —                                                                     | —                                                                       |

Kamerun nahm an den Olympischen Sommerspielen 1972 in München mit einer Delegation von elf Sportlern (allesamt Männer) teil. Diese traten in drei Sportarten bei zwölf Wettbewerben an. Der Leichtathlet Gaston Malam wurde als Fahnenträger zur Eröffnungsfeier ausgewählt.

## Teilnehmer nach Sportarten

### Boxen
- David Oleme
Bantamgewicht: 17. Platz
- Emmanuel Eloundou
Federgewicht: 33. Platz
- Jean Bassomben

Schwergewicht: 9. Platz

### Leichtathletik
- Gaston Malam
100 m: Vorlauf
200 m: Vorlauf
- Esaie Fongang
1500 m: Vorlauf
10.000 m: Vorlauf
- Esau Adenji
5000 m: Vorlauf
3000 m Hindernis: Vorlauf
- Hamadou Evelé
Hochsprung: 39. Platz in der Qualifikation

### Radsport

#### Straße
- Jean Bernard Djambou
Straßenrennen: DNF
Mannschaftszeitfahren (100 km): 33. Platz
- Joseph Evouna
Straßenrennen: DNF
Mannschaftszeitfahren (100 km): 33. Platz
- Nicolas Owona
Straßenrennen: DNF
Mannschaftszeitfahren (100 km): 33. Platz
- Joseph Kono
Straßenrennen: DNF
Mannschaftszeitfahren (100 km): 33. Platz